# Объект капитального строительства
Объект капитального строительства — в российском законодательстве здание, строение, сооружение, а также объекты незавершенного строительства, за исключением некапитальных строений, сооружений и неотделимых улучшений земельного участка (замощение, покрытие и другие).
Законодательное определение исключает из объектов капитального строительства временные постройки, каковыми считаются, в частности:
- киоск — строение, которое не имеет торгового зала и рассчитано на одно рабочее место продавца[3];
- навес — сооружение полузакрытого типа (крыша на опорах с незамкнутыми стенами или без них)[4].

В российском законодательстве понятие «объект капитального строительства» существует с 2005 г. В прежнем градостроительном законодательстве использовались правовые конструкции «объекты недвижимости в градостроительстве», «объекты градостроительной деятельности».

## Виды объектов капитального строительства
Здание — результат строительства, представляющий собой объемную строительную систему, имеющую надземную и (или) подземную части, включающую в себя помещения, сети инженерно-технического обеспечения и системы инженерно-технического обеспечения и предназначенную для проживания и (или) деятельности людей, размещения производства, хранения продукции или содержания животных. Здания бывают жилыми и нежилыми.
Жилое здание (дом) состоит из комнат, а также помещений вспомогательного использования, предназначенных для удовлетворения гражданами бытовых и иных нужд, связанных с их проживанием в таком здании. К жилым зданиям (домам) относятся жилые дома постоянного типа, общежития, приюты, дома маневренного фонда, дома-интернаты для престарелых и инвалидов, ветеранов, специальные дома для одиноких престарелых, детские дома, интернаты при школах и школы-интернаты, другие дома.
Индивидуальные жилые дома — отдельно стоящие жилые дома с количеством этажей не более чем три, предназначенные для проживания одной семьи. В их число также включаются дома коттеджного типа (при которых имеется небольшой участок земли; коттеджи бывают преимущественно двухэтажными с внутренней лестницей, на первом этаже которых обычно расположена общая комната, кухня, хозяйственные помещения; на втором этаже — спальни), одноквартирные блокированные жилые дома, состоящие из автономных жилых блоков.
Многоквартирный дом — совокупность двух и более квартир в жилом здании, имеющих самостоятельные выходы либо на земельный участок, прилегающий к жилому дому, либо в помещения общего пользования в таком доме. Многоквартирный дом содержит в себе элементы общего имущества собственников помещений в таком доме в соответствии с жилищным законодательством.
Нежилые здания — здания, назначением которых является создание условий для труда, социально-культурного обслуживания населения и хранения материальных ценностей: промышленные, сельскохозяйственные, коммерческие, административные, учебные, здравоохранения, другие.
Сооружение — результат строительства, представляющий собой объемную, плоскостную или линейную строительную систему, имеющую наземную, надземную и (или) подземную части, состоящую из несущих, а в отдельных случаях и ограждающих строительных конструкций и предназначенную для выполнения производственных процессов различного вида, хранения продукции, временного пребывания людей, перемещения людей и грузов.
Объектом, выступающим как сооружение, является каждое отдельное сооружение со всеми устройствами, составляющими с ним единое целое, например: плотина включает в себя тело плотины, фильтры и дренажи, шпунты и цементационные завесы, водоспуски и водосливы с металлическими конструкциями, крепления откосов, автодороги по телу плотины, мостики, площадки, ограждения и др.;
автомобильная дорога в установленных границах включает в себя земляное полотно с укреплениями, верхнее покрытие и обстановку дороги (дорожные знаки и т. п.), другие, относящиеся к дороге, сооружения — ограждения, сходы, водосливы, кюветы, мосты длиной не более 10 м, ров.
К сооружениям, представляющим собой единый объект, состоящий из разнородных элементов, объединённых общим функциональным назначением, относятся стадионы, включающие в себя специально оборудованные площадки для занятия различными видами спорта, например, городошная и легкоатлетическая площадки, футбольное и хоккейное поля, беговая дорожка и ямы для прыжков. Площадки расположены на земле и являются приспособлением её для целей физкультуры и спорта. В данном случае эти сооружения были созданы именно в таком виде, что соответствует их функциональному назначению.
К сооружениям также относятся: законченные функциональные устройства для передачи энергии и информации, такие как линии электропередачи, теплоцентрали, трубопроводы различного назначения, радиорелейные линии, кабельные линии связи, специализированные сооружения систем связи, а также ряд аналогичных объектов со всеми сопутствующими комплексами инженерных сооружений.
Законодательных определений понятий «строения» и «объекты незавершённого строительства» нет.
Строения. Как и ранее в законодательстве РСФСР, термин «строения» используется как общее понятие зданий и сооружений. В настоящее время понятие «строение» преимущественно используется либо в одном терминологическом ряду — «здание, строение, сооружение», либо как равнозначное понятию здание, либо подчеркивается второстепенное значение: «жилые и хозяйственные строения, расположенных на садовых и дачных участках», хозяйственные строения для содержания домашних животных, строения вспомогательного использования, служебные строения, которые по отношению к основному зданию имеют второстепенное значение на земельном участке, строения потребительского назначения (дачи, садовые дома, гаражи).
В отличие от иных объектов капитального строительства, строение не является объектом учёта, применяемого при ведении единого государственного реестра объектов капитального строительства и государственного кадастрового учёта недвижимого имущества.
Объекты незавершённого строительства — объекты, строительство которых приостановлено, в основном, из-за отсутствия финансовых средств и материально-технического обеспечения.
Указанный правовой термин характеризует не конструктивные особенности объекта недвижимости и функциональные цели его создания, а сам процесс создания объекта недвижимости и отражение поэтапности этого процесса в свойствах создаваемого объекта. В отличие от зданий, строений или сооружений, объекты незавершённого строительства не могут быть использованы в соответствии с их назначением до завершения строительства и ввода в эксплуатацию.
Незавершенное строительство носит временный характер. Нормы федерального законодательства направлены на введение в имущественный оборот объектов незавершенного строительства как объектов имущественных прав для завершения строительства и достижения цели устойчивого развития территорий.
Машино-место — это часть здания либо иного сооружения. Оно предназначается исключительно для размещения и хранения транспортного средства. При этом машинное место может быть ограждено стенами или иными конструктивными элементами, либо вообще не иметь ограждений и представлять собой обычную площадку.

## Объекты, не являющиеся объектами капитального строительства (временные постройки, киоски, навесы и другие подобные постройки)
Временные постройки — специально возводимые или приспособляемые на период строительства производственные, складские, вспомогательные, жилые и общественные здания и сооружения, необходимые для производства строительно-монтажных работ и обслуживания работников строительства и подлежащие демонтажу после того, как отпадёт необходимость в их использовании.
В качестве временных построек, как правило, применяются инвентарные мобильные постройки (сборно-разборного, контейнерного, передвижного типа) заводской поставки, конструкция которого обеспечивает возможность его передислокации.
Постройки контейнерного типа состоят из одного блок-контейнера полной заводской готовности, передислоцируемого на любых пригодных транспортных средствах, в том числе на собственной ходовой части.
Постройки сборно-разборного типа состоят из отдельных блок-контейнеров, плоских и линейных элементов или их сочетаний, соединённых в конструктивную систему на месте эксплуатации.
С технической (конструктивной) точки зрения временная постройка может ничем не отличаться от объекта капитального строительства. Временная постройка может быть сооружена на капитальном фундаменте, с капитальными, например, кирпичными стенами и перекрытиями из железобетонных плит.
Отличительным признаком временной постройки от объекта капитального строительства является их различный правовой статус. Объект капитального строительства строится на длительный срок, как правило, бессрочный. А временная постройка строится на чётко ограниченный срок, как правило, не превышающий трёх-пяти лет.
Иногда временные постройки строят на срок до 15 лет. А иногда временные постройки становятся постоянными.
В советский период времени целые рабочие поселки строились как временные на срок до 15 лет. Но прошло время, сменилась эпоха, и про то, что постройки были временными, все забыли..
Некапитальные нестационарные сооружения — сооружения, обычно выполненные из легких конструкций, не предусматривающие устройство заглубленных фундаментов и подземных сооружений; это объекты мелкорозничной торговли, попутного бытового обслуживания и питания, остановочные павильоны, наземные туалетные кабины, металлические гаражи (в том числе т. н. «ракушки»), другие объекты некапитального характера.
Постройки, подобные киоскам, навесам, определяются, также, в судебных решениях (к таким постройкам относятся легковозводимые конструкции, легкие сборно-разборные сооружения), нормативных актах субъектов Российской Федерации.
Так в Москве к некапитальным объектам отнесены объекты без устройства фундаментов и организации подключения к инженерно-техническим сетям водопровода, канализации, газо-, теплоснабжения:
открытые спортивные, игровые, детские площадки, площадки для отдыха, площадки для выгула и дрессировки собак;
плоскостные парковки; отстойно-разворотные площадки наземного общественного пассажирского транспорта;
малые архитектурные формы (элементы декоративного оформления, устройства для оформления мобильного и вертикального озеленения, городская мебель, игровое, спортивное, осветительное оборудование);
фонтаны, аттракционы, шапито, голубятни, пункты проката велотранспорта;
общественные туалеты нестационарного типа;
открытые площадки для размещения контейнеров для сбора отходов строительства и сноса, открытые площадки для грунта, размещаемые на период производства работ, производственные, складские, вспомогательные сооружения, возводимые на период строительства, реконструкции, капитального ремонта объектов капитального строительства.
В Санкт-Петербурге временные (некапитальные) объекты должны быть одноэтажными, без фундамента.

### Временные постройки на лесных участках
Арендаторы и пользователи лесных участков имеют право на возведение временных построек в следующих случаях:
при заготовке: недревесных лесных ресурсов; пищевых лесных ресурсов и лекарственных растений; при использовании лесов: для ведения охотничьего хозяйства; сельского хозяйства; для выращивания лесных плодовых, ягодных, декоративных растений, лекарственных растений; для осуществления рекреационной деятельности.
К таким временным постройкам относятся изгороди, навесы, сушилки, грибоварни, улья и пасеки, склады и другие временные постройки.

### Нормативы расходов
Нормативы расходов заказчика на осуществление строительного контроля при строительстве объектов капитального строительства, финансируемых полностью или частично с привлечением средств федерального бюджета, и нормативы численности работников заказчика, на которых в установленном порядке возлагается обязанность по осуществлению строительного контроля.
| Стоимость строительства в базисном уровне цен по состоянию на 1 января 2000 г. (млн. рублей) | Норматив расходов заказчика на осуществление строительного контроля (процентов) | Норматив численности работников заказчика, осуществляющих строительный контроль (человек) |
| -------------------------------------------------------------------------------------------- | ------------------------------------------------------------------------------- | ----------------------------------------------------------------------------------------- |
| до 30                                                                                        | 2,14                                                                            | 2                                                                                         |
| от 30 до 50                                                                                  | 1,93                                                                            | 3                                                                                         |
| от 50 до 70                                                                                  | 1,81                                                                            | 4                                                                                         |
| от 70 до 90                                                                                  | 1,72                                                                            | 5                                                                                         |
| от 90 до 125                                                                                 | 1,61                                                                            | 6                                                                                         |
| от 125 до 150                                                                                | 1,56                                                                            | 7                                                                                         |
| от 150 до 200                                                                                | 1,47                                                                            | 9                                                                                         |
| от 200 до 300                                                                                | 1,36                                                                            | 12                                                                                        |
| от 300 до 400                                                                                | 1,28                                                                            | 15                                                                                        |
| от 400 до 500                                                                                | 1,23                                                                            | 18                                                                                        |
| от 500 до 600                                                                                | 1,18                                                                            | 21                                                                                        |
| от 600 до 750                                                                                | 1,13                                                                            | 25                                                                                        |
| от 750 до 900                                                                                | 1,09                                                                            | 28                                                                                        |

Примечание. При стоимости строительства более 900 млн рублей в базисном уровне цен по состоянию на 1 января 2000 г.:
а) нормативы расходов на осуществление строительного контроля заказчика определяются по формуле
{\displaystyle H=0.04193*C^{0.8022}/C}
где:
H — норматив расходов на осуществление строительного контроля заказчика в процентах;
C — стоимость строительства в базисном уровне цен по состоянию на 1 января 2000 г.;
{\displaystyle C^{0.8022}}- стоимость строительства в базисном уровне цен по состоянию на 1 января 2000 г., возведенная в степень 0,8022;
б) численность работников заказчика, осуществляющих строительный контроль, увеличивается на 1 человека на каждые 30 млн рублей сверх указанной суммы.

## Объекты капитального строительства и объекты недвижимости
Основным критерием отнесения вещи к недвижимости является её прочная связь с землёй, при которой перемещение вещи без несоразмерного ущерба её назначению невозможно. Здания, сооружения, объекты незавершённого строительства относятся к недвижимым вещам. Строение при регистрации объекта недвижимости указывается как здание.
Понятия объекта недвижимости и объекта капитального строительства не тождественны. Прочная связь с землёй является не единственным признаком, по которому объект может быть отнесён к недвижимости. Для отнесения имущества к недвижимому необходимо учитывать юридические и технические критерии оценки объекта как недвижимого.
Понятие «недвижимость» является правовой категорией, а потому признание имущества недвижимым, как объекта гражданских прав, устанавливается не только фактом его создания в установленном законом и иными правовыми актами порядке с получением необходимой разрешительной документации и с соблюдением градостроительных норм и правил, но и другими юридическими фактами, такими как наличие воли собственника земельного участка или уполномоченного органа на создание недвижимого имущества, наличие права пользования земельным участком для создания данного объекта недвижимости.
Техническими критериями отнесения имущества к недвижимому являются монтаж имущества на специально возведенном для него фундаменте, подведение к нему стационарных коммуникаций, принадлежность строения к капитальным, характер работ по привязке фундамента к местности.
Сами по себе технические критерии не являются определяющими. Так арбитражными судами были сделаны выводы:
- сооружение заглублённого фундамента не является необходимым для возведения каркасных сооружений;
- то обстоятельство, что отсутствуют подведённые коммуникации, не является определяющим признаком при установлении прочности связи с землёй и невозможности перемещения объекта без несоразмерного ущерба его назначению;
- возведение монолитного фундамента не может рассматриваться как доказательство строительства капитального здания, поскольку такого рода фундамент используется и для возведения временных сооружений;
- без соответствующих документов переоборудование временного строения с приданием ему физических характеристик недвижимого имущества не влечет последствий в виде возникновения права собственности на недвижимую вещь[31].

## Объекты капитального строительства вспомогательного использования
Вспомогательные виды разрешенного использования объектов капитального строительства устанавливаются в градостроительных регламентах правил землепользования и застройки поселений и городов федерального значения. Вспомогательные виды разрешенного использования, допустимы только в качестве дополнительных по отношению к основным видам разрешенного использования (и условно разрешенным видам использования) и осуществляются совместно с ними.
Основные и вспомогательные виды разрешенного использования земельных участков и объектов капитального строительства правообладателями земельных участков и объектов капитального строительства (за исключением органов государственной власти, органов местного самоуправления, государственных и муниципальных учреждений, государственных и муниципальных унитарных предприятий) выбираются самостоятельно без дополнительных разрешений и согласования.
При строительстве на земельном участке строений и сооружений вспомогательного использования выдача разрешения на строительство не требуется.
При отсутствии правил землепользования и застройки потребуется доказать, что использование объекта капитального строительства не имеет самостоятельного назначения и носит вспомогательный характер.
Обратимся к примеру со стадионом: вспомогательная инфраструктура, состоящая из объектов недвижимости — административного здания стадиона, раздевалки, туалета и водопроводной будки, появилась позже и постольку, поскольку она была необходима для использования самих спортивных площадок стадиона. Указанные объекты невозможно использовать в целях, для которых был предоставлен земельный участок (размещение объектов физической культуры и спорта), в отрыве от самих спортивных сооружений и площадок. В свою очередь, спортивные сооружения и площадки при современных требованиях к организации мест массового занятия физкультурой и спортом, по существу, также невозможно использовать без подобных вспомогательных объектов недвижимости. Поэтому стадион следует рассматривать как единое спортивное сооружение, прочно связанное с землей и имеющее в своем составе объекты недвижимости вспомогательного характера.
В ходе технической инвентаризации конкретного инвентарного объекта комплексно также выявляется и определяется основное строение (главная вещь), образующее инвентарный объект и определяющее его назначение и выявляются и определяются вспомогательные служебные строения и сооружения (принадлежности), входящие в состав инвентарного объекта.

## Объект капитального строительства как самовольная постройка
Здание, строение, сооружение, объект незавершённого строительства может быть признан самовольной постройкой.
Признаки самовольной постройки устанавливаются, когда наличие технических критериев отнесения объектов капитального строительства к недвижимому имуществу сопровождается нарушением юридических критериев.
Признаки самовольной постройки следующие:
- объект капитального строительства создан на земельном участке, не отведённом для этих целей в порядке, установленном законом и иными правовыми актами;
- объект капитального строительства создан без получения на это необходимых разрешений, кроме прямого разрешённого использования земельного участка;
- объект капитального строительства с существенным нарушением градостроительных и строительных норм и правил, которые могут нести опасность другим людям.

Когда объект капитального строительства признан самовольной постройки, то возможны два пути:
- самовольная постройка, которая угрожает своим существованием другим лицам или объектам, подлежит сносу осуществившим её лицом либо за его счёт;
- право собственности на самовольную постройку может быть признано судом, а в предусмотренных законом случаях в ином установленном законом порядке, за лицом, в собственности, пожизненном наследуемом владении, постоянном (бессрочном) пользовании которого находится земельный участок, где осуществлена постройка.

В случае создания объекта недвижимого имущества с существенным нарушением градостроительных и строительных норм и правил право собственности на такой объект не может быть признано судом, так как по смыслу статьи 222 ГК РФ нарушение указанных норм и правил является существенным именно постольку, поскольку создаёт угрозу жизни и здоровью граждан.
Положения, касающиеся самовольной постройки, распространяются на самовольную реконструкцию недвижимого имущества, в результате которой возник новый объект (при этом суд обязывает лицо к сносу самовольно реконструированного недвижимого имущества лишь в том случае, если будет установлено, что объект не может быть приведён в состояние, существовавшее до проведения таких работ) и не распространяются на отношения, связанные с созданием самовольно возведённых объектов, не являющихся недвижимым имуществом, а также на перепланировку, переустройство (переоборудование) недвижимого имущества, в результате которых не создан новый объект недвижимости.